# Rick Parros
(en) Statistiques sur pro-football-reference
Rick Parros (né le 14 juin 1958 à Brooklyn, New York) est un joueur professionnel de football américain.

## Carrière
Parros joue pendant six saisons dans la National Football League. De 1981 à 1985, il joue pour les Broncos de Denver puis en 1985 pour les Seahawks de Seattle avec qui il termine sa carrière en 1987.